# Leschenaultia thompsoni
Leschenaultia thompsoni là một loài ruồi trong họ Tachinidae.